# Шкенин, Николай Вадимович
Николай Вадимович Шкенин (род. 20 октября 1990, Москва) — российский хоккеист, нападающий, хват клюшки — левый. Воспитанник хоккейной школы московского «Спартака».

## Карьера
Воспитанник хоккейной школы московского «Спартака». Начал играть за молодёжную команду в 2007 году. После образования молодёжной хоккейной лиги, стал стабильно выступать за «МХК Спартак», проведя за три сезона 170 матчей и набрав 60 очков, по системе гол+пас.
Дебютировал в КХЛ 31 января 2012 года, в дерби против ЦСКА. Всего в сезоне 2011/2012 провел 8 матчей за основную команду.
Сезон 2012/2013, был вынужден пропустить из-за травмы.
23 мая 2013 года, был обменян в мытищинский «Атлант» на Арсения Хацея.
В сезоне 2013/2014 выступал в составе аффилированного «Атланту» клуба — воронежского «Бурана», по системе двустороннего контракта.